# おいらせ町立下田中学校
おいらせ町立下田中学校（おいらせちょうりつ しもだちゅうがっこう）は、青森県上北郡おいらせ町立蛇に所在する公立（町立）の中学校。

## 沿革
- 1947年（昭和22年）
  - 4月1日 - 下田村立下田小学校校舎に併設する形で、下田村立下田中学校開校。
  - 4月21日 - 開校式挙行。
- 1950年（昭和25年）9月1日 - 字立蛇121番地に新校舎落成、木内々中学校を併合。
- 1951年（昭和26年）4月1日 - 校章制定。
- 1954年（昭和29年）4月1日 - 校歌制定。
- 1959年（昭和34年）3月19日 - 校旗樹立。
- 1969年（昭和44年）8月1日 - 下田村の町制施行により、下田町立下田中学校と改称。
- 2000年（平成12年）9月 - 創立50周年記念式典挙行[1]。
- 2003年（平成15年） - 新校舎完成[2]。
- 2006年（平成18年）3月1日 - 町村合併により、おいらせ町立下田中学校と改称。

### この節の参考資料
- 『青森県教育史 別巻』（青森県教育委員会・1973年12月20日発行）「学校沿革 中学校」923頁「下田中学校」

## 在籍者数
| 学年 | 1年 | 2年 | 3年 | 特別支援 | 合計 |
| ---- | --- | --- | --- | -------- | ---- |
| 学級 | 2   | 2   | 2   | 2        | 8    |
| 生徒 | 54  | 58  | 71  | 9 (内数) | 183  |

- 2022年（令和4年）5月1日時点[3]

## 有名な卒業生
- 伊藤美紀（女子サッカー選手、INAC神戸レオネッサ所属）